# Cesáreo Fernández Duro
Cesáreo Fernández Duro (Zamora, 25 de fevereiro de 1830 — Zamora, 5 de junho de 1908) foi um oficial naval da Armada Espanhola, escritor, erudito e historiador, que se notabilizou pela sua vasta obra sobre a história naval de Espanha.

## Biografia
Iniciou os seus estudos em Zamora, a sua cidade natal, transferindo-se para Cádis aos 15 anos de idade, ao ingressar na  Escuela Naval Militar de San Fernando, onde continuou a sua formação.
Terminado o curso, em 1847 embarcou como guarda-marinha na fragata Isabel II (navio que iniciara serviço em 1836), e durante três anos navegou pelas Antilhas.
Em 1851 embarcou no navio Villa de Bilbao que navegou para as Filipinas, onde integrou a guarnição do bergantim Ligero no qual tomou parte na "jornada de Joló" contra os piratas que operando a partir do Sultanato de Jolo infestavam os mares em torno de Mindanao. Pelo seu valeroso comportamento foi agraciado com a Cruz Laureada de San Fernando.
Regressou a Espanha, e com o posto de guarda-marinha-de-primeira foi colocado na Comissão Hidrográfica das Canárias. Naquelas ilhas, apesar da sua idade e posto, foi admitido como membro de honra da Real Academia Canaria de Bellas Artes a 10 de Novembro de 1852.
Em 1853, com o posto de segundo-tenente (alférez de navío) foi integrado na guarnição da corveta Ferrolana (de 1848), com a qual navegou pelo Mediterrâneo, visitando diversos portos de França e Itália.
Em 1857 foi nomeado professor da Escuela Naval Militar (o Colegio Naval), ficando encarregado do ensino da disciplina de Cosmografia.
Em 1860 foi nomeado comandante do vapor de hélice El Ferrol, com o qual tomou parte na batalha de los Castillejos da campanha de África, com acção que lhe valeu ser condecorado com a Cruz de la Diadema Real de Marina e o posto honorífico de Comandante de Infantería.
Em 1862 voltou às Antilhas, para participar na expedição contra o México comandada pelo general Juan Prim i Prats, organizada em cooperação com o Reino Unido e a França para cobrar dívidas do estado mexicano após a ruptura do Tratado Mon-Almonte de 14 de dezembro de 1859. Contudo, depois de estar mobilizado para ser enviado ao México na base naval de La Habana, foi mandado regressar a Madrid, onde foi colocado no Ministério da Marinha.
Em 1869 e 1870, com o posto de capitão-de-mar-e-guerra (capitán de navío) esteve colocado em Cuba onde prestou serviço como Secretário do Governo Superior de Cuba.
Após o seu regresso a Madrid dedicou-se essencialmente à investigação histórica, em particular ao estudo e divulgação da história naval espanhola. Participou em congressos, organizou expedições, como a que investigou a situação da antiga possessão espanhola de Santa Cruz de la Mar Pequeña (Ifni), efectuou estudos sobre Colombo e os seus feitos, sobre a nau Santa María e sobre os galeões. No campo da História, escreveu múltiplas obras sobre a história da Armada Espanhola, de Castilla e da cidade de Zamora, entre outros temas. Participou no estudo arqueológico sobre a caravela Santa María realizado por ocasião do quarto centenário do descobrimento da América, e coordenou a construção de uma réplica de dita nau.
Foi ajudante de campo do rei Alfonso XII. Pelo seu prestígio, conhecimentos e experiência em matéria geográfica, foi designado árbitro na determinação dos limites entre a Colômbia e a Venezuela, entre o Chile e o Peru e na delimitação dos então territórios espanhóis na Guiné Equatorial.
A 13 de março de 1881 ingressou como sócio numerário na Real Academia de la Historia, lendo um discurso titulado Vida do ilustre marino Mateo de Laya, e em 1898 foi nomeado Secretário Perpétuo daquela academia.
Com o posto de capitão-de-mar-e-guerra, passou à reforma em 1888, terminando uma carreira militar que iniciara em 1845. Pouco antes de falecer, já gravemente doente, recebeu o prestigioso Premio al Mérito de la Real Academia de la Historia, que se veio juntar às múltiplas condecorações que já recebera.
Faleceu na sua localidade natal de Zamora a 5 de junho de 1908. Por decreto, foi ordenada a trasladação dos seus restos mortais para o Panteón de Marinos Ilustres, donde receberam sepultura a 14 de fevereiro de 1963.

## Obras publicadas

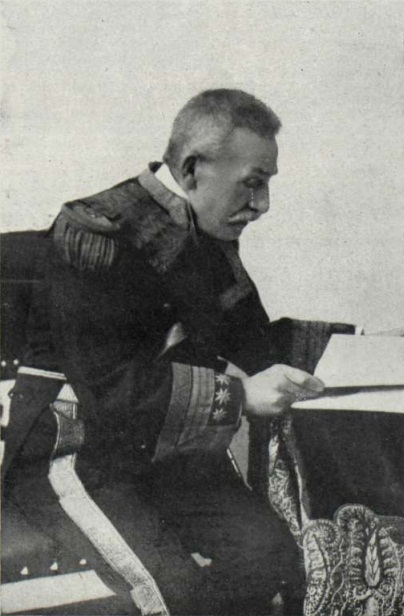
Cesáreo Fernández Duro.

Deixou uma vasta obra publicada, já que se lhe devem mais de 400 publicações, entre livros, monografias, informes e memórias, em particular sobre três eixos temáticos: a história da Marinha espanhola, a conquista da América e a história de Zamora.
Sobre este último tema compôs uma Colección bibliográfico-biográfica de noticias referentes a la provincia de Zamora o materiales para su historia (Madrid: Manuel Tello, 1891), que foi premiada em 1876. A obra é dividida em três secções: uma bibliografia regional das obras que tratam de Zamora; uma tipobibliografia sobre a imprensa em Zamora; e uma biobibliografia das personalidade célebres oriundas daquela cidade. Quanto aos seus trabalhos sobre a história da Marinha Espanhola, merece relevo a sua Historia de la Armada española desde la unión de Castilla y de Aragón (1895-1903), publicada em nove volumes, e a obra Disquisiciones Náuticas (1876-1881), em seis volumes, trabalhos que se mantém actuais.
Entre as suas obras mais conhecidas contam-se as seguintes:
- Descripción del Panteón de Marinos Ilustres (1856)
- Colegio Naval Militar (1856)
- Problemas náuticos (1857)
- Guerra con los Estados Unidos (1857)
- Descripción de las nuevas cañoneras de hélice (1857)
- Descripción de algunos de los mecanismos inventados para tomar rizos a las gavias sin mandar la gente arriba (1859)
- Una comida de moros (1860)
- Nociones de Derecho Internacional Marítimo (1863)
- Memoria sobre el puerto, ciudad y fortificaciones de Mogador (1863)
- La cuestión del Perú (1865)
- Estudios sobre pesca (1865)
- Memoria sobre la Exposición Internacional de Artes y productos de pesca celebrada en Bergen (1866)
- Almadrabas (1866)
- Biografía del Excmo. Señor don Francisco Armero (1866)
- Naufragios de la Armada Española (1866) Disponible en Google books
- Tratado elemental de Cosmografía (1867) nueva edición de la escrita por Císcar, ampliada y actualizada.
- Exposiciones internacionales de Pesca (1867)
- Cervantes Marino (1869) Disponble en Google books
- Veinte cartas o artículos descriptivos de la Exposición de Viena (1871)
- Las armas humanitarias (1872)
- Treinta artículos descriptivos de la exposición Universal de Viena (1873)
- La Carta de Juan de la Cosa (1873)
- Las Carabelas (1874)
- Lombardas y otros tipos de pólvora (1874)
- Buques coraceros antiguos españoles (1874)
- Veinticuatro cartas acerca del viaje de S. M. el Rey (1877)
- El Hach Mohamed el Bagdagy (1877)
- Cronómetro Berthoud (1877)
- Exploración de una parte de la costa Noroeste de África (1878)
- Instrumentos que se guardan en el Museo Naval (1878)
- Venturas y desventuras (1878)
- Lago de Sanabria o de San Martín de Castañeda (1878)
- Apuntes biográficos del almirante Marqués de Rubalcaba (1879)
- Prólogo a la Historia de las exploraciones árticas de Novo y Colson (1879)
- Mateo de Laya, Almirante del siglo XVII (1881)
- Las joyas de Isabel la Católica, las naves de Cortés y el salto de Alvarado (1882)
- Anteproyecto de la Ley de Pesca fluvial (1882)
- Don Diego de Peñalosa y su descubrimiento del Reino de Quivira (1882) en wikisource
- Necrología de don Gonzalo de Murga y Mugartegui (1883)
- Colón y Pizarro (1883)
- Don Francisco Fernández de la Cueva, Duque de Alburquerque (1883) em wikisource
- Don Pedro Enríquez de Acevedo, Conde de Fuentes (1884)
- Fraseología novísima (1884)
- El puerto de los españoles en la isla Formosa (1884)
- Antigüedades en América Central (1884)
- Colón y la Historia póstuma (1885) em Wikisource
- El Gran Duque de Osuna y su Marina (1885)
- Informe acerca del arte llamado Encesa (1885)
- La conquista de las Azores en 1583 (1886) en bibliotecadigital
- Colección de documentos inéditos relativos al descubrimiento, conquista y organización de las antiguas posesiones españolas en Ultramar (1886)
- Tradiciones infundadas (1888)
- Noticia breve de las cartas y planos existentes en la biblioteca particular de S. M. el Rey (1889)
- Nebulosa de Colón, según observaciones hechas en ambos mundos (1890) publicado con el seudónimo F. Hardt
- De bota Dura (1890)
- ¿Es el centenario de Colón? (1890)
- Necrología. Don Francisco Javier de Salas (1890)
- El arte Naval (1890)
- Colección de escritores castellanos (1890)
- Colección bibliográfica-biográfica de noticias referentes a la provincia de Zamora o materiales para su historia (1890) en bibliotecadigital
- Pinzón en el descubrimiento de las Indias (1891)
- Sociedad Colombina Onubense (1892)
- Primer viaje de Colón (1892)
- Bosquejo histórico del almirante don Diego de Eguía y Beaumont (1892)
- La nao Santa María, capitana de Colón en el descubrimiento de las Indias Occidentales (1892)
- Los Cabotos y Juan Sebastián (1893)
- Viajes regios por mar en el transcurso de quinientos años (1893) Disponible en Google books
- La Marina del siglo XV en la Exposición histórica (1893)
- Españoles en Camboja y Siam, corriendo el siglo XVI (1893)
- La Marina de Castilla desde su origen y pugna con la de Inglaterra hasta la refundición en la Armada española (1893)
- La tapicería de Bayeux, en que están diseñadas naves del siglo XVI (1894)
- Hernán Tello Portocarrero y Manuel de Vega Cabeza de Vaca (1894)
- Relación breve de lo sucedido en el viaje que hizo Álvaro de Mendaña en la demanda de la Nueva Guinea (1895)
- Pedro Sarmiento de Gamboa el Navegante (1895)
- Efectos del corso 1897 (1898)
- Los orígenes de la Carta o Mapa geográfico de España (1899)
- El derecho a la ocupación de los territorios en la costa occidental de África en los años 1886 a 1891 (1900)
- La mujer española en Indias (1901) en bibliotecadigital
- Don Juan Bautista Muñoz (1902)
- El último almirante de Castilla, don Juan Tomás Enríquez de Cabrera, Duque de Medina de Rioseco (1902)
- Viajes del infante don Pedro de Portugal en el siglo XV (1903)
- Los hermanos Pinzón en el descubrimiento de América (1944)
- Memorias históricas de la ciudad de Zamora, su provincia y obispado:
  - Tomo I (1882) Tomo I en bibliotecadigital
  - Tomo II (1882) Tomo II en bibliotecadigital
  - Tomo III (1883) Tomo III en bibliotecadigital
  - Tomo IV (1883) Tomo IV en bibliotecadigital
- Disquisiciones náuticas:
  - Tomo I Conformación, adorno y armamento de naves antiguas (1874) Tomo I en bibliotecadigital
  - Tomo II La mar descrita por los mareantes (1877) Tomo II en bibliotecadigital
  - Tomo III Navegaciones de los muertos y vanidades de los vivos (1878) Tomo III en bibliotecadigital
  - Tomo IV Los ojos en el cielo (1879) Tomo IV en bibliotecadigital
  - Tomo V A la mar, madera (1880) Tomo V en bibliotecadigital
  - Tomo VI Arca de Noé (1880) Tomo VI en bibliotecadigital
- La Armada Invencible:
  - Tomo I (1884) Tomo I en bibliotecadigital Est. Tipográfico de los sucesores de Rivadeneyra
  - Tomo II (1885) Tomo II en bibliotecadigital Est. Tipográfico de los sucesores de Rivadeneyra
- Armada española desde la unión de los Reinos de Castilla y Aragón:
  - Tomo I 1476-1559 (1894) Tomo I en la web de la Armada Española
  - Tomo II 1515-1587 (1896) Tomo II en la web de la Armada Española
  - Tomo III 1556-1621 (1896) Tomo III en la web de la Armada Española
  - Tomo IV 1621-1652 (1898) Tomo IV en la web de la Armada Española
  - Tomo V 1650-1700 (1898) Tomo V en la web de la Armada Española
  - Tomo VI 1701-1758 (1900) Tomo VI en la web de la Armada Española
  - Tomo VII 1759-1788 (1900) Tomo VII en la web de la Armada Española
  - Tomo VIII 1789-1808 (1902) Tomo VIII en la web de la Armada Española
  - Tomo IX 1808-1833 (1903) Tomo IX en la web de la Armada Española